# 2008년 하계 올림픽 키리바시 선수단
2008년 하계 올림픽 키리바시 선수단은 중화인민공화국 베이징에서 개최된 2008년 하계 올림픽에 참가한 올림픽 키리바시 선수단이다., 키리바시는 원래 두 종목 (육상과 역도)에 세 선수를 출전하려 하였으나, 여자 육상 선수 카이티나노 므웸웨아타가 폐결핵에 걸리면서 경기에 참가하지 못하였다.

## 역도
키리바시는 데이비드 카토아타우 선수를 2008년 하계 올림픽 역도 남자 85kg급 경기에 출전했다. 그는 15위로 경기를 마쳤다.
남자
| 선수                | 세부 종목 | 인상 | 인상 | 용상 | 용상 | 합계 | 순위 |
| 선수                | 세부 종목 | 기록 | 순위 | 기록 | 순위 | 합계 | 순위 |
| ------------------- | --------- | ---- | ---- | ---- | ---- | ---- | ---- |
| 데이비드 카토아타우 | -85 kg    | 135  | 18위 | 178  | 15위 | 313  | 15위 |

## 육상 (트랙, 필드)
키리바시는 므웸웨아타가 경기에 빠지면서 한 명의 선수만 육상에 참가하게 되었다. 라반가키 나와이 선수는 육상 달리기 100m와 200m 단거리 종목에 참가했다. 나와이 선수는 100m 경기 1라운드에서 11.29초의 기록으로 개인 최고 기록을 세웠으나, 2라운드로 진출하지는 못하였다. 그리고 그는 200m 달리기 종목에 출전하지 않았다.
| 선수            | 세부 종목 | 예선 1라운드 | 예선 1라운드 | 예선 2라운드 | 예선 2라운드 | 준결승    | 준결승    | 결승      | 결승      |
| 선수            | 세부 종목 | 기록         | 순위         | 기록         | 순위         | 기록      | 순위      | 기록      | 순위      |
| --------------- | --------- | ------------ | ------------ | ------------ | ------------ | --------- | --------- | --------- | --------- |
| 라반가키 나와이 | 남자 100m | 11.29초      | 73위         | 진출 못함    | 진출 못함    | 진출 못함 | 진출 못함 | 진출 못함 | 진출 못함 |